# Unicusano Fondi Calcio 2016-2017
Questa voce raccoglie le informazioni riguardanti l'Unicusano Fondi Calcio nelle competizioni ufficiali della stagione 2016-2017.

## Stagione
La stagione 2016-2017 è per il Fondi la 4ª partecipazione ad un campionato professionistico, primo in assoluto nella terza serie del Campionato italiano di calcio, disputa il girone C del campionato di Lega Pro, allenata da Sandro Pochesci.
La squadra ha effettuato il ritiro precampionato nel comune di Soriano nel Cimino, nella provincia di Viterbo.
Il 29 luglio 2016, il Tribunale Federale Nazionale condanna la squadra con un punto di penalizzazione, da scontare nel campionato 2016-2017, mentre il successivo 4 agosto i rossoblù vengono ripescati nel campionato di Lega Pro 2016-2017. 
In campionato il Fondi raccoglie 50 punti, dei quali 27 nel girone di andata e 23 nel ritorno, ottenendo il decimo posto. Partecipa quindi ai Play-off, ma non supera il primo turno, pareggiando a Francavilla Fontana (0-0), ma lasciando il passaggio del turno ai pugliesi, meglio piazzati, sesti in campionato. Nella Coppa Italia di Lega Pro la squadra rossoblù partecipa al girone L di qualificazione, che ha promosso il Taranto dopo un sorteggio, perché le tre partecipanti, Fondi, Taranto e Melfi erano giunte tutte a tre punti.

## Divise e sponsor
Lo sponsor tecnico per la stagione 2016-2017 è Givova mentre lo sponsor ufficiale è la Unicusano.
| Casa | Trasferta | Portiere |

## Organigramma societario
Area direttiva
- Presidente: Nicola Ciarlone[1]
(fino al 6 settembre 2016)
Stefano Ranucci[1]
(dal 6 settembre 2016)
- Direttore Sportivo: Emanuele Germano
- Team Manager: Gianfranco Multineddu
- Marketing e Comunicazione Stampa: Dino Capotosto, Paolo Russo
- Segreteria: Emilio Miele

Area sanitaria
- Responsabile Sanitario: Massimo Piroddi
- Medico 1ª Squadra: Vincenzo Cataldi
- Fisioterapisti: Giuseppe Nuziata, Paolo Cardinale

Area tecnica
- Allenatore: Sandro Pochesci
- Allenatore in seconda: Emilio Coraggio
- Collaboratore Tecnico: Angelo Giacalone
- Preparatore Atletico: Matteo Basile
- Preparatore Portieri: Tony Gatta

## Rosa
| N. |                   | Ruolo | Calciatore           |
| -- | ----------------- | ----- | -------------------- |
| 1  | Italia (bandiera) | P     | Jacopo Coletta       |
| 2  | Italia (bandiera) | D     | Pasquale Di Sabatino |
| 3  | Italia (bandiera) | D     | Tommaso Squillace    |
| 4  | Italia (bandiera) | D     | Tiziano Mucciante    |
| 5  | Italia (bandiera) | C     | Francesco Bombagi    |
| 6  | Italia (bandiera) | D     | Andrea Signorini     |
| 7  | Italia (bandiera) | A     | Filippo Tiscione     |
| 8  | Italia (bandiera) | C     | Ivan Varone          |
| 9  | Italia (bandiera) | A     | Pasquale Iadaresta   |
| 10 | Italia (bandiera) | A     | Stefano D'Agostino   |
| 11 | Italia (bandiera) | A     | Diego Albadoro       |
| 12 | Italia (bandiera) | P     | Antonino Calandra    |
| 13 | Italia (bandiera) | D     | Francesco Bertolo    |
| 14 | Italia (bandiera) | C     | Mattia Battistoni    |

| N. |                   | Ruolo | Calciatore          |
| -- | ----------------- | ----- | ------------------- |
| 15 | Italia (bandiera) | C     | Luca Guadalupi      |
| 16 | Italia (bandiera) | A     | Giuseppe Gambino    |
| 17 | Italia (bandiera) | A     | Simone Addessi      |
| 18 | Italia (bandiera) | D     | Gianluca Galasso    |
| 19 | Italia (bandiera) | D     | Fabio Tommaselli    |
| 20 | Italia (bandiera) | C     | Santo D'Angelo      |
| 21 | Italia (bandiera) | D     | Alessio Pompei      |
| 22 | Italia (bandiera) | P     | Paolo Baiocco       |
| 23 | Italia (bandiera) | C     | Raffaele De Martino |
| 24 | Italia (bandiera) | A     | Elio Calderini      |
| 25 | Italia (bandiera) | D     | Daniele Marino      |
| 27 | Italia (bandiera) | D     | Riccardo Fissore    |
| 28 | Italia (bandiera) | D     | Leonardo Sernicola  |
| 29 | Italia (bandiera) | A     | Luca Giannone       |

## Calciomercato

### Sessione estiva(dal 1/7 al 31/8)
| Acquisti | Acquisti            | Acquisti | Acquisti   |
| R.       | Nome                | da       | Modalità   |
| -------- | ------------------- | -------- | ---------- |
| P        | Paolo Baiocco       | Arezzo   | definitivo |
| D        | Andrea Zaffagnini   | Matera   | definitivo |
| D        | Andrea Signorini    | Rimini   | definitivo |
| C        | Santo D'Angelo      | Matera   | prestito   |
| C        | Ivan Varone         | Chieti   | definitivo |
| C        | Giuseppe Carcatella | Napoli   | definitivo |
| A        | Diego Albadoro      | Matera   | definitivo |
| A        | Francesco Bombagi   | Catania  | definitivo |
| A        | Elio Calderini      | Catania  | definitivo |
| D        | Leonardo Sernicola  | Matera   | prestito   |

| Cessioni | Cessioni             | Cessioni         | Cessioni              |
| R.       | Nome                 | a                | Modalità              |
| -------- | -------------------- | ---------------- | --------------------- |
| D        | Tommaso Mazzei       | Sarnese          | definitivo            |
| D        | Giuseppe Rinaldi     | Gragnano         | definitivo            |
| D        | Alfonso Pepe         | L’Aquila         | definitivo            |
| D        | Andrea Zaffagnini    | AlbinoLeffe      | rescissione contratto |
| D        | Bruno Del Sorbo      | Avellino         | fine prestito         |
| D        | Davide Santangeli    | Campobasso       | fine prestito         |
| D        | Luigi Dinielli       | Foggia           | fine prestito         |
| C        | Gianvincenzo Martino | Foggia           | fine prestito         |
| C        | Massimiliano Marsili | Carrarese        | definitivo            |
| C        | Edoardo Catinali     | Folgore Caratese | definitivo            |
| A        | Daniele Nohman       | Nocerina         | definitivo            |
| A        | Andrea Cardillo      | Flaminia C.C.    | definitivo            |
| A        | Giuseppe Meloni      | Campodarsego     | definitivo            |

### Sessione invernale
| Acquisti | Acquisti         | Acquisti  | Acquisti   |
| R.       | Nome             | da        | Modalità   |
| -------- | ---------------- | --------- | ---------- |
| A        | Emanuele Capuano | Jumilla   | definitivo |
| A        | Luca Giannone    | Casertana | prestito   |
| A        | Giuseppe Gambino | Monopoli  | prestito   |

| Cessioni | Cessioni           | Cessioni       | Cessioni   |
| R.       | Nome               | a              | Modalità   |
| -------- | ------------------ | -------------- | ---------- |
| C        | Santo D'Angelo     | Sicula Leonzio | definitivo |
| D        | Tommaso Squillace  | Sicula Leonzio | definitivo |
| D        | Leonardo Sernicola | Matera         | definitivo |

## Risultati

### Lega Pro

#### Girone di andata
| Arbitro: | Cipriani (Empoli) |

|                                                  |           |             |
| Calderini 29’ Albadoro 35’ (rig.) D'Agostino 86’ | Marcatori | 50’ Gianola |

| Arbitro: | I. Guida (Salerno) |

|                       |           |  |
| De Martino 85’ (aut.) | Marcatori |  |

| Arbitro: | Camplone (Pescara) |

|            |           |              |
| Fornito 8’ | Marcatori | 40’ Tiscione |

| Arbitro: | Paterna (Teramo) |

|                            |           |  |
| Tiscione 30’ Iadaresta 82’ | Marcatori |  |

| Arbitro: | Nicoletti (Catanzaro) |

|                        |           |                  |
| Defendi 69’ Foggia 74’ | Marcatori | 12’ 40’ Tiscione |

| Arbitro: | Curti (Milano) |

|                          |           |              |
| Albadoro 11’ Bombagi 73’ | Marcatori | 77’ 83’ Lisi |

| Arbitro: | Luciano (Lamezia Terme) |

|             |           |  |
| Montini 34’ | Marcatori |  |

| Arbitro: | Pagliardini (Arezzo) |

|             |           |                                 |
| Albadoro 4’ | Marcatori | 11’ Tedeschi 70’ Alb. Filippini |

| Arbitro: | Proietti (Terni) |

|  |           |                            |
|  | Marcatori | 46’ Albadoro 90+3’ Bombagi |

| Arbitro: | Ayroldi (Molfetta) |

|                           |           |  |
| Tiscione 49’ Varone 90+1’ | Marcatori |  |

| Arbitro: | Carella (Bari) |

|             |           |              |
| Carlini 29’ | Marcatori | 70’ Albadoro |

| Arbitro: | Robilotta (Sala Consilina) |

|                          |           |                           |
| Torromino 1’ Pacilli 25’ | Marcatori | 44’ Squillace 46’ Bombagi |

| Matera 13 novembre 2016, ore 20:30 CET 13ª giornata | Matera          | 0 – 0 referto | Fondi | Stadio XXI Settembre-Franco Salerno (3.240 spett.)\| Arbitro: \| Sozza (Seregno) \| |
| Arbitro:                                            | Sozza (Seregno) |               |       |                                                                                     |

| Arbitro: | Zufferli (Udine) |

|                                              |           |             |
| Dicuonzo 8’ (aut.) Albadoro 23’ Tiscione 62’ | Marcatori | 5’ Celiento |

| Arbitro: | Miele (Torino) |

|           |           |              |
| Capua 73’ | Marcatori | 79’ Albadoro |

| Arbitro: | Candeo (Este) |

|            |           |                               |
| Fissore 3’ | Marcatori | 56’ (rig.) Cianci 86’ Valotti |

| Arbitro: | Cipriani (Empoli) |

|                     |           |                                       |
| Sarno 17’ Gerbo 31’ | Marcatori | 35’ Varone 55’ Calderini 72’ Albadoro |

| Arbitro: | Cudini (Fermo) |

|                |           |                |
| D'Agostino 84’ | Marcatori | 37’ Alessandro |

| Arbitro: | Maggioni (Lecco) |

|            |           |                |
| Basrak 48’ | Marcatori | 64’ D'Agostino |

#### Girone di ritorno
| Arbitro: | Natilla (Molfetta) |

|                             |           |               |
| Coralli 41’ Bianchimano 79’ | Marcatori | 63’ Iadaresta |

| Arbitro: | De Santis (Lecce) |

|            |           |  |
| Varone 51’ | Marcatori |  |

| Arbitro: | Amabile (Vicenza) |

|               |           |               |
| Calderini 46’ | Marcatori | 77’ Mazzarani |

| Arbitro: | Annaloro (Collegno) |

|                              |           |                           |
| G. Russo 10’ Sicurella 90+6’ | Marcatori | 71’ (rig.), 74’ Calderini |

| Arbitro: | Detta (Mantova) |

|                           |           |                        |
| Giannone 62’ Albadoro 79’ | Marcatori | 89’ (aut.) Dan. Marino |

| Arbitro: | Prontera (Bologna) |

|               |           |              |
| Izzillo 45+2’ | Marcatori | 81’ Giannone |

| Arbitro: | Di Gioia (Nola) |

|              |           |  |
| Tiscione 58’ | Marcatori |  |

| Arbitro: | Provesi (Treviglio) |

|                              |           |                    |
| Mendicino 19’ D'Orazio 90+1’ | Marcatori | 13’, 50’ Calderini |

| Arbitro: | I. Guida (Salerno) |

|             |           |              |
| Gambino 69’ | Marcatori | 46’ A. Viola |

| Arbitro: | De Remigis (Teramo) |

|              |           |  |
| Scardina 85’ | Marcatori |  |

| Arbitro: | Mantelli (Brescia) |

|                     |           |                               |
| Albadoro 49’ (rig.) | Marcatori | 18’ (rig.) Ciotola 77’ Corado |

| Arbitro: | Dionisi (L'Aquila) |

|                                |           |  |
| Maimone 4’ Torromino 8’ (rig.) | Marcatori |  |

| Arbitro: | D. Miele (Torino) |

|             |           |             |
| Gambino 26’ | Marcatori | 55’ De Rose |

| Arbitro: | Carella (Bari) |

|                  |           |  |
| Firenze 32’, 72’ | Marcatori |  |

| Arbitro: | Zufferli (Udine) |

|             |           |                       |
| Giannone 1’ | Marcatori | 12’ (rig.) Milinković |

| Arbitro: | Capone (Palermo) |

|  |           |               |
|  | Marcatori | 32’ Calderini |

| Arbitro: | Camplone (Pescara) |

|                                 |           |                           |
| Gambino 75’ Albadoro 82’ (rig.) | Marcatori | 43’ Sainz-Maza 72’ Mazzeo |

| Arbitro: | Nicoletti (Catanzaro) |

|                               |           |                     |
| Triarico 39’ Nzola 62’, 90+6’ | Marcatori | 82’ (rig.) Albadoro |

| Arbitro: | Sozza (Seregno) |

|                   |           |           |
| Tiscione 34’, 47’ | Marcatori | 70’ Cunzi |

### Play-off
| Francavilla Fontana 14 maggio 2017 Primo turno | Virtus Francavilla | 0 – 0 | Racing Fondi | Stadio Giovanni Paolo II\| Arbitro: \| Maggioni (Lecco) \| |
| Arbitro:                                       | Maggioni (Lecco)   |       |              |                                                            |

### Coppa Italia Lega Pro

#### Fase eliminatoria a gironi
Girone L 
| Squadra | P.ti | G | V | N | P | GF | GS | DR |
| ------- | ---- | - | - | - | - | -- | -- | -- |
| Taranto | 3    | 2 | 1 | 0 | 1 | 3  | 3  | 0  |
| Fondi   | 3    | 2 | 1 | 0 | 1 | 3  | 3  | 0  |
| Melfi   | 3    | 2 | 1 | 0 | 1 | 3  | 3  | 0  |

| Arbitro: | Valiante (Salerno) |

|                         |           |              |
| Foggia 68’ De Giosa 87’ | Marcatori | 73’ Albadoro |

| Arbitro: | Boggi (Salerno) |

|                               |           |            |
| D'Agostino 33’ Tiscione 90+4’ | Marcatori | 59’ Cardea |

## Statistiche

### Statistiche di squadra
| Competizione          | Punti   | In casa | In casa | In casa | In casa | In casa | In casa | In trasferta | In trasferta | In trasferta | In trasferta | In trasferta | In trasferta | Totale | Totale | Totale | Totale | Totale | Totale | DR |
| Competizione          | Punti   | G       | V       | N       | P       | Gf      | Gs      | G            | V            | N            | P            | Gf           | Gs           | G      | V      | N      | P      | Gf     | Gs     | DR |
| --------------------- | ------- | ------- | ------- | ------- | ------- | ------- | ------- | ------------ | ------------ | ------------ | ------------ | ------------ | ------------ | ------ | ------ | ------ | ------ | ------ | ------ | -- |
| Lega Pro              | 49 (-1) | 19      | 8       | 8       | 3       | 30      | 21      | 19           | 3            | 9            | 7            | 19           | 25           | 38     | 11     | 17     | 10     | 49     | 46     | +3 |
| Coppa Italia Lega Pro | -       | 1       | 1       | 0       | 0       | 2       | 1       | 1            | 0            | 0            | 1            | 1            | 2            | 2      | 1      | 0      | 1      | 3      | 3      | 0  |
| Totale                | -       | 20      | 9       | 8       | 3       | 32      | 22      | 20           | 3            | 9            | 8            | 20           | 27           | 40     | 12     | 15     | 11     | 52     | 49     | +3 |

### Andamento in campionato
| Giornata  | 1 | 2  | 3 | 4  | 5 | 6 | 7 | 8  | 9 | 10 | 11 | 12 | 13 | 14 | 15 | 16 | 17 | 18 | 19 | 20 | 21 | 22 | 23 | 24 | 25 | 26 | 27 | 28 | 29 | 30 | 31 | 32 | 33 | 34 | 35 | 36 | 37 | 38 |
| --------- | - | -- | - | -- | - | - | - | -- | - | -- | -- | -- | -- | -- | -- | -- | -- | -- | -- | -- | -- | -- | -- | -- | -- | -- | -- | -- | -- | -- | -- | -- | -- | -- | -- | -- | -- | -- |
| Luogo     | C | T  | T | C  | T | C | T | C  | T | C  | T  | C  | T  | C  | T  | C  | T  | C  | T  | T  | C  | C  | T  | C  | T  | C  | T  | C  | T  | C  | T  | C  | T  | C  | T  | C  | T  | C  |
| Risultato | V | P  | N | V  | N | N | S | S  | V | V  | N  | N  | N  | V  | N  | S  | V  | N  | N  | S  | V  | N  | N  | V  | N  | V  | N  | N  | S  | S  | S  | N  | S  | N  | V  | N  | S  | V  |
| Posizione | 2 | 10 | 8 | 10 | 6 | 7 | 8 | 12 | 7 | 7  | 8  | 8  | 8  | 7  | 7  | 7  | 7  | 7  | 8  | 9  | 8  | 8  | 8  | 8  | 9  | 7  | 8  | 7  | 10 | 10 | 11 | 11 | 11 | 12 | 11 | 11 | 11 | 11 |

Fonte:  Lega Pro 16/17, su stats.betradar.com, Lega Pro.
Legenda:

Luogo: C = Casa; T = Trasferta. Risultato: V = Vittoria; N = Pareggio; P = Sconfitta.

### Statistiche dei giocatori
| Giocatore     | Lega Pro | Lega Pro | Lega Pro    | Lega Pro   | Coppa Italia Lega Pro | Coppa Italia Lega Pro | Coppa Italia Lega Pro | Coppa Italia Lega Pro | Totale   | Totale | Totale      | Totale     |
| Giocatore     | Presenze | Reti     | Ammonizioni | Espulsioni | Presenze              | Reti                  | Ammonizioni           | Espulsioni            | Presenze | Reti   | Ammonizioni | Espulsioni |
| ------------- | -------- | -------- | ----------- | ---------- | --------------------- | --------------------- | --------------------- | --------------------- | -------- | ------ | ----------- | ---------- |
| S. Addessi    | 15       | 0        | 0           | 0          | 1                     | 0                     | 0                     | 0                     | 16       | 0      | 0           | 0          |
| D. Albadoro   | 31       | 12       | 0           | 0          | 2                     | 1                     | 0                     | 0                     | 33       | 13     | 0           | 0          |
| P. Baiocco    | 30       | -35      | 0           | 0          | 1                     | -2                    | 0                     | 0                     | 31       | -37    | 0           | 0          |
| M. Battistoni | 1        | 0        | 0           | 0          | 0                     | 0                     | 0                     | 0                     | 1        | 0      | 0           | 0          |
| F. Bertolo    | 17       | 0        | 0           | 0          | 1                     | 0                     | 0                     | 0                     | 18       | 0      | 0           | 0          |
| F. Bombagi    | 21       | 3        | 0           | 0          | 2                     | 0                     | 0                     | 0                     | 23       | 3      | 0           | 0          |
| E. Calderini  | 35       | 8        | 2           | 1          | 2                     | 0                     | 0                     | 0                     | 37       | 8      | 2           | 1          |
| E. Capuano    | 1        | 0        | 0           | 0          | 0                     | 0                     | 0                     | 0                     | 1        | 0      | 0           | 0          |
| J. Coletta    | 9        | -11      | 0           | 0          | 1                     | -1                    | 0                     | 0                     | 10       | -12    | 0           | 0          |
| S. D'Agostino | 13       | 3        | 0           | 0          | 2                     | 1                     | 1                     | 0                     | 15       | 4      | 1           | 0          |
| S. D'Angelo   | 31       | 0        | 0           | 0          | 2                     | 0                     | 1                     | 0                     | 33       | 0      | 1           | 0          |
| R. De Martino | 34       | 0        | 0           | 0          | 1                     | 0                     | 0                     | 0                     | 35       | 0      | 0           | 0          |
| R. Fissore    | 14       | 1        | 0           | 0          | 0                     | 0                     | 0                     | 0                     | 14       | 1      | 0           | 0          |
| G. Galasso    | 35       | 0        | 0           | 0          | 2                     | 0                     | 0                     | 0                     | 37       | 0      | 0           | 0          |
| G. Gambino    | 14       | 3        | 0           | 0          | 0                     | 0                     | 0                     | 0                     | 14       | 3      | 0           | 0          |
| L. Giannone   | 16       | 3        | 0           | 0          | 0                     | 0                     | 0                     | 0                     | 16       | 3      | 0           | 0          |
| L. Guadalupi  | 2        | 0        | 0           | 0          | 1                     | 0                     | 0                     | 0                     | 3        | 0      | 0           | 0          |
| P. Iadaresta  | 17       | 2        | 0           | 0          | 1                     | 0                     | 0                     | 0                     | 18       | 2      | 0           | 0          |
| D. Marino     | 16       | 0        | 0           | 0          | 0                     | 0                     | 0                     | 0                     | 16       | 0      | 0           | 0          |
| T. Mucciante  | 7        | 0        | 0           | 0          | 1                     | 0                     | 0                     | 0                     | 8        | 0      | 0           | 0          |
| A. Pompei     | 7        | 0        | 0           | 0          | 1                     | 0                     | 0                     | 0                     | 8        | 0      | 0           | 0          |
| L. Sernicola  | 5        | 0        | 0           | 0          | 0                     | 0                     | 0                     | 0                     | 5        | 0      | 0           | 0          |
| A. Signorini  | 30       | 0        | 1           | 0          | 2                     | 0                     | 0                     | 0                     | 32       | 0      | 1           | 0          |
| T. Squillace  | 34       | 1        | 0           | 0          | 1                     | 0                     | 0                     | 0                     | 35       | 1      | 0           | 0          |
| F. Tiscione   | 36       | 9        | 1           | 0          | 2                     | 1                     | 1                     | 0                     | 38       | 10     | 2           | 0          |
| F. Tommaselli | 16       | 0        | 0           | 0          | 2                     | 0                     | 1                     | 0                     | 18       | 0      | 1           | 0          |
| I. Varone     | 36       | 3        | 0           | 0          | 1                     | 0                     | 1                     | 0                     | 37       | 3      | 1           | 0          |

## Giovanili

### Organigramma
Dal sito ufficiale della società
Juniores Nazionali
- Allenatore: Giorgio Minieri
- Allenatore in seconda: Amedeo Di Biase
- Preparatore Atletico: Giovanni Bracciale
- Preparatore Portieri: Fabio Recchia

Settore Giovanile
- Responsabile tecnico: Domenico Mazzarella
- Responsabile organizzativo: Mauro Giardino
- Segretario: Claudio D'Andrea
- Medico: Vincenzo Cataldi

Giovanissimi Regionali
- Allenatore: Simone Mazzarella
- Preparatore Atletico: Giovanni Marzullo

Giovanissimi Provinciali
- Allenatore: Mariano Esteso

Allievi Provinciali
- Allenatore: Matteo Iannitti, Roberto Quinto